# Undsjön
Undsjön är en sjö i Motala kommun i Östergötland och ingår i Motala ströms huvudavrinningsområde. Sjön har en area på 0,44 kvadratkilometer och ligger 56,3 meter över havet.

## Delavrinningsområde
Undsjön ingår i det delavrinningsområde (651143-147638) som SMHI kallar för Mynnar i Hällestadsån. Medelhöjden är 64 meter över havet och ytan är 11,71 kvadratkilometer. Räknas de 4 avrinningsområdena uppströms in blir den ackumulerade arean 97,27 kvadratkilometer. Skansån som avvattnar avrinningsområdet har biflödesordning 3, vilket innebär att vattnet flödar genom totalt 3 vattendrag innan det når havet efter 68 kilometer. Avrinningsområdet består mestadels av skog (26 procent), öppen mark (18 procent) och jordbruk (50 procent). Avrinningsområdet har 0,55 kvadratkilometer vattenytor vilket ger det en sjöprocent på 4,7 procent.